# Bannière de Jarud
La bannière de Jarud (扎鲁特旗 ; pinyin : Zālǔtè Qí) est une subdivision administrative de la région autonome de Mongolie-Intérieure en Chine. Elle est placée sous la juridiction de la ville-préfecture de Tongliao.

## Démographie
La population de la bannière était de 297 538 habitants en 1999.

## Culture
La bannière est le centre de la tribu mongole des Jarut.